# Nudaurelia mitfordi
Nudaurelia mitfordi is een vlinder uit de familie nachtpauwogen (Saturniidae), onderfamilie Saturniinae.
De wetenschappelijke naam van de soort is voor het eerst geldig gepubliceerd door Kirby in 1892.